# Digitostigma
Digitostigma es un género de cactáceas descrito por primera vez en el año 2002 por los científicos mexicanos Carlos G. Velazco Macías y Manuel Nevárez de los Reyes.
Hasta el momento, este nuevo género consta de una sola especie: Digitostigma caput medusae, Velazco & Nevarez, 2002. David R. Hunt decidió incluir esta planta dentro del género Astrophytum, creando para ello el subgénero nuevo Stigmatodactylus. Dado que los criterios tomados por Hunt para invalidar el nombre Digitostigma son en buena medida simplemente técnicos, y que aún no existen estudios profundos sobre las relaciones filogenéticas de esta planta, aún existe una gran controversia alrededor de ella, y sobre la manera correcta de nombrarla.

## Descripción
Plantas simples rara vez cespitosas, de hasta 19 cm de altura.
Raíz fusiforme, carnosa, con raíces secundarias fibrosas, la raíz es de igual tamaño o poco menor que la parte aérea. 
Tallo muy reducido, cortamente, cilíndrico, sin costillas, con cerdas papiráceas cubriendo el cuello del tallo y su ápice, las cerdas probablemente se originan de los restos basales de los tubérculos, cerdas del tubérculo de color café claro, con tonos rojizos, las cédas del tallo raramente sobresalen del nivel del suelo cuando la planta está en su hábitat.
Tubérculos cilíndricos algo triangulares cuando jóvenes, de consistencia cartilaginosa, algo suaves, pudieran dar aspecto de hojas; de hasta 190 mm de longitud y de 2 a 5 mm de ancho, algunas veces la poción adaxial de la base del tubérculo se encuentra cuneada. La epidermis es verrugosa, de color verde glauco, cubierta por estigmas (tricomas peltados escuamiformes) de color blanco grisáceo, cubriendo casi la totalidad de la epidermis hacia la base del tubérculo.
Espinas de 0 hasta 4 cm, por lo general persistiendo en los tubérculos viejos, de 1 a 3 mm de largo, semirectas, algo duras, de color blanquecino en la base con la punta café oscuro. 
Areolas, dimórficas; las espiníferas son terminalse, circulares o algo elípticas, con lana blanca; las floríferas ubicadas en la porción adaxial subterminal, eparada de la espinífera de entre 18 a 46 mm, con lana blanca, elípticas, marcadamente más grandes que las areolas espiníferas. 
Flor, infundibuliforme de hasta 5,2 cm de diámetro y 4,7 de altura, muy similar a la del género Astrophytum (más pequeñas y angostas en el tubo y pericarpelo); pericarpelo de 19 mm de altura, cubierto de escamas lanceoladas y abundante lana blanca, casi ocultando la epidermis; tubo receptacular angosto, largo de hasta 11 mm, cubierto de escamas lanceoladas y lana blanca al igual que el pericarpelo; segmentos exteriores del perinato oblanceolados, de hasta 19 mm de largo, de color amarillo claro en los márgenes, hacia el centro del segmento se presenta un color verde claro y en el centro se aparece una línea de color café claro a oscuro hacia la arista terminal, la base de los segmentos es de un color naranja intenso, los márgenes de los segmentos son lisos; segmentos interiores oblongos de hasta 24 mm de largo, de color amarillo intenso, con la base de color naranja intenso, márgenes finamente aserrados y mucronados; estambres numerosos, de color amarillo, de 10 a 12 mm de longitud; estilo de 18 mm de largo, de color amarillo, con 5 lóbulos lineares de 5 mm largo. La flor no se origina en el ápice de la planta, más bien en los tubérculos en desarrollo. 
Fruto, ovoide, de hasta 20 mm de largo y 8 mm de ancho, carnoso y de color verde cuando joven cubierto con escamas papiráceas lanceoladas de 1 a 2 mm de largo y 0.5 mm de acho, con lana blanca que nace de las axilas de las escamas, no conserva los restos secos del perianto, estos dejan una cicatriz circular de 3 mm de diámetro seco al madurar, con dehiscencia irregular longitudinal. 
Semillas, grandes de hasta 3 mm de largo, por 2.5 a 3 mm de alto y 2 mm de ancho, negras, café oscuro hacia la base del hilo, brillantes, con forma de gorro, testa finamente verrugosa en la parte superior, engrosándose las ornamentaciones hacia el área del hilo, testa ensanchada hacia la base formando 2 abultamientos que sobresalen sobre los márgenes en la parte frontal y micropilar, siendo el frontal más grande que el micropilar, ambos abultamientos con forma ovado-rectangular.

## Distribución y hábitat
Crece en el matorral espinoso tamaulipeco del estado de Nuevo León en México, entre los 100 y los 200 m s. n. m.

## Cultivo
Se multiplica a través de semillas. También es posible su propagación mediante el corte de secciones de los tubérculos, especialmente los más jóvenes, los cuales se injertan para dar lugar a la formación de una nueva planta.[cita requerida]
Temperatura media mínima 0 °C. Sol parcial. Reposo en invierno. Suelo drenado. Poca agua en invierno.[cita requerida]

## Taxonomía
Digitostigma caput-medusae fue descrita por Velazco y Nevárez  en la revista especializada Cactáceas y Suculentas Mexicanas 47(4): 79, en el año 2002.